# Людина з бульвару Капуцинів
«Людина з бульвару Капуцинів» (рос. «Человек с бульвара Капуцинов») — радянський художній фільм, комедія-вестерн Алли Сурикової за сценарієм Едуарда Акопова. Прем'єра відбулася 23 червня 1987 року в московському кінотеатрі «Мир». За рік прокату фільм подивилися 60 мільйонів глядачів. Передостання роль Андрія Миронова в кіно.

## Сюжет
Містер Ферст — місіонер від кіно, який відкриває на початку XX століття в глухому містечку Санта Кароліна на Дикому Заході США німий кінотеатр (сінема). Життя людини тут коштує недорого, а основні розваги — пияцтво, розпуста і бійки. Ферст щиро вірить в те, що сінематограф здатний перевиховати цих людей, і дійсно, його сеанси спочатку творять чудеса. Бандити й безпробудні п'яниці, під враженням побачених на екрані робіт братів Люм'єр та Чапліна, перероджуються і починають нове життя. Кидають пити, вчаться етикету. Фест дає сеанси жінкам і індіанцям, даючи зрозуміти, що кінематограф чужий до упереджень за расовою і статевою ознакою. Серед своєї аудиторії Ферст знаходить свою любов — міс Діану Літтл.
Ідилія триває недовго. Ферст їде за весільними подарунками. Коли він повертається, то виявляє, що в містечко приїхав ділок містер Секонд з новим комплектом кінострічок. Він показує глядачам низькопробні бойовики, фільми жахів, і аудиторія швидко повертається назад в хаос розпусти, насильства і пияцтва. Але містер Ферст не втрачає духу, у фіналі він їде далі в прерію — його глядач чекає його. До нього приєднуються ватажок бандитів Чорний Джек (який «…винен у тому, що жодного разу в житті не зустрів хорошу людину») і Діана Літтл.

## Зйомки
Зйомки фільму головно проходили в Криму. Зокрема, починали знімати фільм в околицях Ак-Каї, які за задумом автора повинні були уособлювати скелі техаських прерій. Знімальний процес проводився навіть на верхньому плато гори. Містечко Санта-Кароліна побудували на березі Тихої бухти під Коктебелем. А після закінчення зйомок, попри прохання артистів, повністю все спалили.
У 2010 році режисер фільму Алла Сурикова заявила про можливість виходу продовження фільму, дія у якому відбуватиметься у 21 столітті у Москві.

## Знімальний колектив
- Режисер — Алла Сурикова
- Оператор — Григорій Бєленький
- Композитор — Геннадій Гладков

### Головні ролі
- Андрій Миронов — містер Джон Фест (Джонні)
- Олександра Яковлева — міс Діана Літтл (співає Лариса Доліна)
- Михайло Боярський — Чорний Джек
- Олег Табаков — Гаррі Мак-К'ю, власник салуна
- Микола Караченцов — Біллі Кінг
- Ігор Кваша — пастор Адамс

### Інші ролі
- Олег Анофрієв — тапер
- Борислав Брондуков — Денло-Забіяка (озвучував Ігор Єфімов)
- Лев Дуров — трунар
- Наталія Крачковська — Кончіта
- Юрій Медведєв — ковбой Стафф
- Спартак Мішулін — Індіанський вождь
- Наталія Фатєєва — Скво, дружина Вождя
- Галина Польських — Меґґі Томсон
- Семен Фарада — Х'ю Томсон
- Антон Табаков — Боббі, білетер
- Михайло Свєтін — аптекар
- Альберт Філозов — містер Секонд
- Леонід Ярмольник — Мартін, одноокий ковбой
- Юрій Думчев — індіанець Біле Перо, син Вождя
- Анатолій Калмиков — попутник в кареті містера Феста
- Олександр Іншаков

## Призи та нагороди
- «Золотий Дюк-87» (Одеса)
- «Жінка в кіно» (Лос-Анджелес)
- За результатами опитування журналу «Радянський екран» за роль Містера Феста Андрій Миронов визнаний найкращим актором 1987 року.
- «За достовірне зображення Дикого Заходу в диких умовах радянського кіновиробництва»[1].

## Цікаві факти
- Паризький бульвар, на який посилається фільм, правильно називається Бульвар Капуцинок.
- Постер до фільму пародіює полотно Сікстинської Мадонни.